# Gastrolity

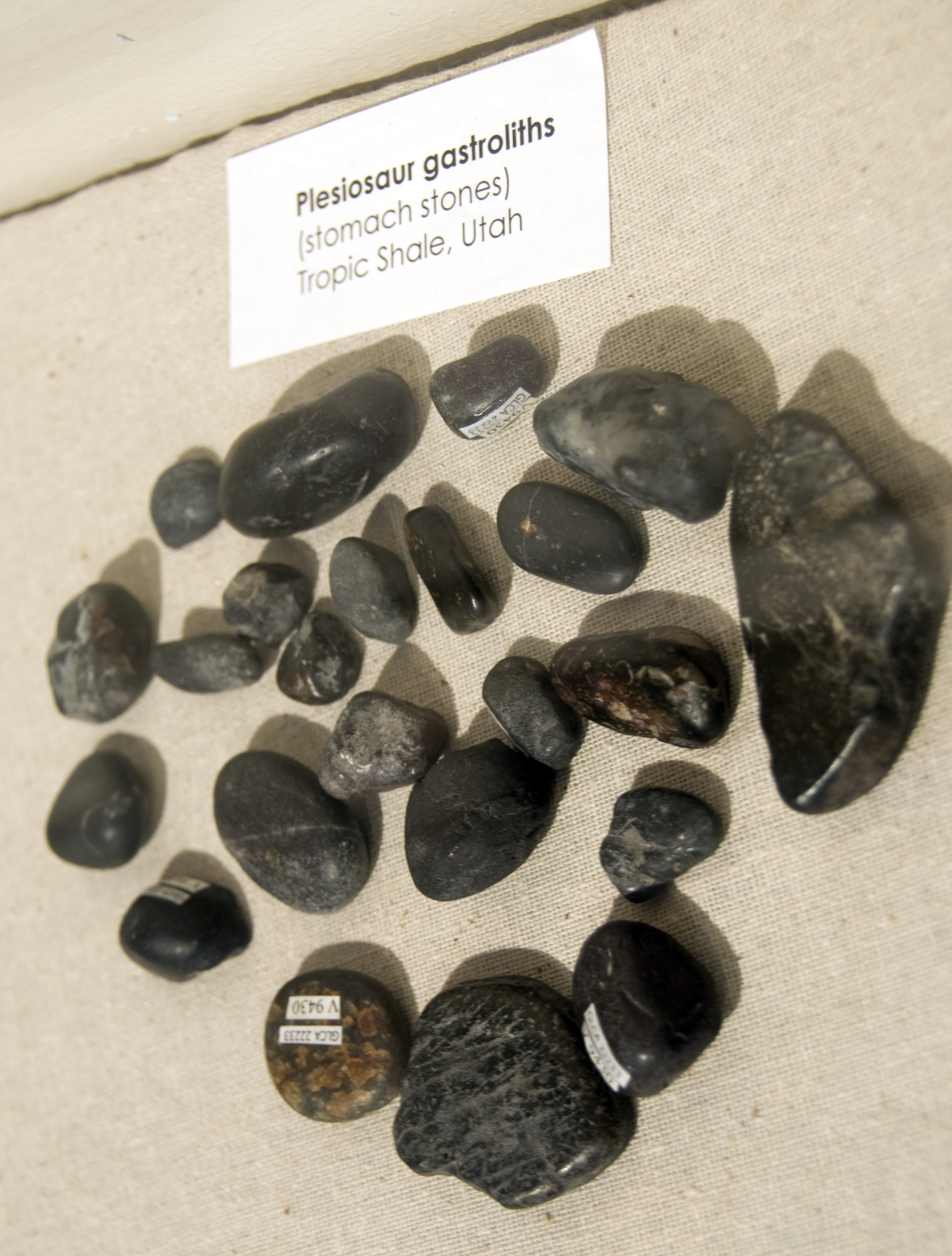
Gastrolity plezjozaurów

Gastrolity (gr. gastḗr – ‘żołądek’, líthos – ‘kamień’) – kamienie i ziarna piasku znajdujące się w żołądku mięśniowym (mielcu) zwierząt, celowo przez nie połykane. Zjawisko to występuje u różnych gromad:
- ptaków ziarnojadów, np.: łuszczaków i kuraków;
- krokodyli;
- fok;
- wymarłych dinozaurów z grupy prozauropodów i zauropodów.

U ptaków są one drobne (z wyjątkiem gastrolitów strusi, które mają do 10 cm) i dość nieliczne. Dinozaury natomiast mogły mieć nawet do 200 dużych kamieni w żołądku.

## Funkcje
Ułatwiają mechaniczne rozdrabnianie pokarmu, dzięki skurczom mięśni żołądka i wywołanym przez nie ciągłym ruchem gastrolitów, co powoduje rozcieranie pokarmu.
Mianem gastrolitów określa się także płaskie lub ziarniste wapienne twory znajdujące się w ścianie żołądka skorupiaków dziesięcionogich. Stanowią one zapasy węglanu wapnia (CaCO3), wycofanego z pancerza w fazie przedlinieniowej cyklu linieniowego (faza poprzedzająca linienie) i wykorzystywanego ponownie do wysycania nowego szkieletu w fazie polinieniowej.
U krokodyli gastrolity pełnią także rolę balastu.